# A Seychelle-szigetek az olimpiai játékokon

Seychelle-szigetek (1977–1996)

A Seychelle-szigetek első alkalommal 1980-ban vett részt az olimpiai játékokon, és azóta minden nyári sportünnepre küldött sportolókat, kivéve az 1988-ast, de sosem szerepelt még a téli olimpiai játékokon.
A Seychelle-szigetek egyetlen olimpikonja sem szerzett még érmet.
A Seychelle-szigeteki Olimpiai és Nemzetközösségi Játékok Szövetsége 1979-ben alakult meg, a NOB még abban az évben felvette tagjai közé.